# Jochem Hendricks
Jochem Hendricks (* 1959 in Schlüchtern) ist ein zeitgenössischer deutscher Konzeptkünstler. 

## Leben
Hendricks ist seit der Mitte der 1980er Jahre künstlerisch tätig. Er wurde bekannt durch seine Zeichnungen, Videoarbeiten, Fotodokumentationen, Objekte und Langzeitarbeiten, die auch international Beachtung finden. Zu diesen zählen seine Augenzeichnungen; dabei werden Zeichnungen durch  von Apparaturen aufgenommene Bewegungen seiner Augen erzeugt, welche direkt einen Drucker steuern. 
2024 kuratierte Jochem Hendricks mit der Direktorin der Opelvillen Beate Kemfert in Rüsselsheim die viel beachtete Ausstellung "Deep distance, tender touch".
Hendricks lebt und arbeitet in Frankfurt am Main.

## Preise und Auszeichnungen
- 1993: Stipendiat der Villa Romana in Rom.

## Ausstellungen
- 1985: Gemeinschaftsausstellung mit Zeichnungen Museum Ostwall, Dortmund mit Deren und Martin Stumpf.
- 1990: Jochem Hendricks, Kunsthalle Nürnberg und Portikus, Frankfurt am Main.
- 1992: Jochem Hendricks, 33, Museum für Moderne Kunst (MMK), Frankfurt am Main.
- 1993: Jochem Hendricks: Augenzeichnungen, Kunsthalle St. Gallen, St. Gallen, Schweiz.
- 1995: Augenzeichnungen, San Francisco Museum of Modern Art.
- 2002: Legal Crimes, Kunstverein Freiburg.
- 2013: Visionäre Sammlung, Vol. 19, Museum Haus Konstruktiv, Zurich; danach in Southampton und  2013 in der New Art Gallery Walsall, Walsall, England.
- 2014: Revolutionäres Archiv: Crime - Terror - Riots, 1973 - 2014, Studiengalerie 1.357, Campus Westend, Goethe-Universität, Frankfurt am Main.

## Ausstellungskataloge
- Dorothea Strauss (Hrsg.): Jochem Hendricks: Legal Crimes. Modo-Verlag, Freiburg im Breisgau 2002, ISBN 3-922675-83-2.
- Dorothea Strauss (Hrsg.): Jochem Hendricks: Ausstellung Zürich/Walsall. Distanz-Verlag, Berlin 2012, ISBN 978-3-942405-87-4.